# Igor Sláma
Igor Sláma (Brno, 8 de maig de 1959) va ser un ciclista txecoslovac, d'origen txec. Va guanyar una medalla als Jocs Olímpics de 1980, i un campionat del món en Puntuació amateur.

## Palmarès
- 1979
  -  Campió del món en Puntuació amateur
- 1980
  -  Medalla de bronze als Jocs Olímpics de Moscou en Persecució per equips (amb Martin Penc, Jiří Pokorný i Teodor Černý)